# Alderamin
Alderamin (Alfa Cephei, α Cep) – najjaśniejsza gwiazda w gwiazdozbiorze Cefeusza, odległa od Słońca o około 49 lat świetlnych.

## Nazwa
Tradycyjna nazwa gwiazdy, Alderamin, wywodzi się od arabskiego ‏الذراع اليمين‎ al-dhirā‘ al-yamīn, co oznacza „prawe przedramię”. Zapewne nazwa ta była pierwotnie odnoszona do Kastora w gwiazdozbiorze Bliźniąt, a potem została zniekształcona przez tłumacza i przez pomyłkę przylgnęła do Alfa Cephei. Międzynarodowa Unia Astronomiczna formalnie zatwierdziła użycie nazwy Alderamin dla określenia tej gwiazdy.

## Charakterystyka
Alderamin jest białą gwiazdą ciągu głównego (karłem) o typie widmowym A8 V, który mógł już zacząć ewoluować w podolbrzyma. Gwiazda ta ma temperaturę 7600 K, jej jasność jest 18 razy większa od jasności Słońca. Jej masa gwiazdy jest około 1,9 raza większa od masy Słońca, a jej promień to obecnie 2,5 R☉. Gwiazda obraca się wokół osi 125 razy szybciej niż Słońce, co zapobiega separacji pierwiastków w gwieździe (typowej dla gwiazd tego rodzaju) i może mieć związek z jego aktywnością magnetyczną (nietypową dla gwiazd tego rodzaju). Alderamin emituje podobną ilość promieniowania rentgenowskiego co Słońce.
Około roku 7500 n.e., z uwagi na precesję osi ziemskiej, Alderamin zajmie na sferze niebieskiej miejsce Gwiazdy Polarnej (dokładniej znajdzie się o 3° od północnego bieguna niebieskiego). Poprzednio znajdował się w tym położeniu 20 000 lat temu. W połowie drogi między Alderaminem a Denebem znajduje się także północny biegun niebieski Marsa.
Około 3,3 minuty kątowej od Alfa Cephei znajduje się jej optyczna towarzyszka o wielkości 11,46m, która ma także dwóch własnych towarzyszy. Ruch własny tych gwiazd znacznie różni się od ruchu Alderamina, co wskazuje, że ich sąsiedztwo jest przypadkowe.